# Херес (аеропорт)
Аеропорт Херес (ісп. Aeropuerto de Jerez) (IATA: XRY, ICAO: LEJR) — аеропорт, розташований за 9 км на північний схід від міста Херес-де-ла-Фронтера на півдні Іспанії, приблизно за 45 км від Кадіса.

## Загальна інформація
Аеропорт Херес — сучасний аеропорт з основними зонами прильоту та вильоту на першому поверсі. Ryanair запровадив регулярні рейси між аеропортом Херес і Лондоном, що допомогло збільшити кількість пасажирів в аеропорту до 1,1 мільйона у 2004 році. Більшість відвідувачів аеропорту прибувають з Німеччини (39 %) і Великої Британії (7 %), однак близько 48 % усіх пасажирів, які прибувають в аеропорт Хереса, прибувають на внутрішніх рейсах. В аеропорту розташована одна з провідних льотних шкіл FTE Jerez, яка базується в старих військових казармах аеропорту.

## Авіалінії та напрямки
| Авіакомпанія        | Пункт призначення                                                          |
| ------------------- | -------------------------------------------------------------------------- |
| Binter Canarias     | Тенерифе-Північний Сезонний: Гран-Канарія                                  |
| Condor              | Сезонний: Гамбург, Дюссельдорф, Франкфурт                                  |
| Edelweiss Air       | Сезонний: Цюрих                                                            |
| Eurowings           | Гамбург, Дюссельдорф, Кельн                                                |
| Eurowings Discover  | Сезонний: Мюнхен, Франкфурт,                                               |
| Iberia              | Мадрид-Барахас                                                             |
| Iberia Regional     | Мадрид-Барахас Сезонний: Валенсія                                          |
| Lübeck Air          | Сезонний: Берн (з 18 вересня 2022)                                         |
| Luxair              | Сезонний: Люксембург                                                       |
| Ryanair             | Лондон-Станстед, Пальма-де-Мальорка Сезонний: Барселона                    |
| TUI Airways         | Сезонний: Лондон-Гатвік                                                    |
| TUI fly Belgium     | Брюссель                                                                   |
| TUI fly Deutschland | Сезонний: Гамбург, Ганновер, Дюссельдорф, Мюнхен, Франкфурт, Штутгарт      |
| Vueling             | Барселона, Більбао, Пальма-де-Мальорка, Париж-Орлі Сезонний: Лондон-Гатвік |

## Статистика
Див. джерело запитів Вікіданих та джерела.

## Наземний транспорт
Є регулярні автобуси до та з аеропорту до Хереса, Ель-Пуерто-де-Санта-Марія та Кадіса. Також доступні таксі та компанії з прокату автомобілів. Залізнична станція аеропорту Херес розташована на захід від аеропорту, це інша сторона автостоянки, за 1 хвилину ходьби. Регулярно курсують місцеві потяги (Cercanias) та потяги середньої дистанції.